# Kroetzer Bach
Der Kroetzer Bach ist ein 4,5 km langer, linker Nebenfluss des Wellendorfer Grabens im niedersächsischen Landkreis Uelzen.

## Geografie

### Verlauf
Er hat seine Quelle westlich von Groß Ellenberg (Gemeinde Suhlendorf, Samtgemeinde Rosche). Von dort fließt er in südlicher Richtung am östlichen Rand des Naturschutzgebietes Schwarzes Moor bei Gavendorf, östlich vorbei an Gavendorf. Er mündet östlich von Groß Pretzier und westlich von Kroetze (beide Gemeinde Wrestedt) in den Wellendorfer Graben. Dieser mündet bei Emern in die Esterau.